# Dichelacera regina
Dichelacera regina är en tvåvingeart som beskrevs av David Fairchild 1940. Dichelacera regina ingår i släktet Dichelacera och familjen bromsar. Inga underarter finns listade i Catalogue of Life.